# ریشتر ۳۳۳۸
سیارک ۳۳۳۸ (به انگلیسی: 3338 Richter، نامگذاری:1973UX5) سه هزار و سیصد و سی و هشتمین سیارک کشف شده‌است که در ۲۸ اکتبر ۱۹۷۳ کشف شد.
قدر مطلق سیارک برابر ۱۴٫۶۰ است.